# Karmena Struka
Karmena Struka (* 18. April 2007) ist eine lettische Volleyballspielerin.

## Karriere
Struka spielte in ihrer Heimat für RSU/MSĢ Riga. Mit dem Verein gewann sie in der Saison 2023/24 den lettischen Pokal und die Meisterschaft. 2024/25 gelang dem Team die Titelverteidigung in der Meisterschaft. Die Mittelblockerin nahm mit den lettischen Junioren an Europameisterschaften teil. 2025 wurde sie mit der A-Nationalmannschaft Zweite in der Silver League, was für das Land die erste Medaille im Volleyball der Frauen war. Zur Saison 2025/26 wechselte Struka zum deutschen Bundesligisten Ladies in Black Aachen.